# Thomas Greiner
Thomas Greiner (n. 3 mai 1963, Dresda, RDG) este un canotor ce a reprezentat Republica Democrată Germană, medaliat olimpic. A participat la o ediție a Jocurilor Olimpice (1988) în care a câștigat o medalie de aur.

## Participări
Lista de mai jos prezintă principalele competiții la care a participat Thomas Greiner de-a lungul carierei.
- rowing at the 1988 Summer Olympics – men's coxless four[*][4]